# Верхній Тюкунь
Верхній Тюку́нь (рос. Верхний Тюкунь, башк. Үрге Төкөн) — присілок у складі Кармаскалинського району Башкортостану, Росія. Входить до складу Комишлінської сільської ради.
Населення — 240 осіб (2010; 308 в 2002).
Національний склад:
- башкири — 94 %